# Cuiciuna iuati
Cuiciuna iuati là một loài bọ cánh cứng trong họ Cerambycidae.